# عقيل بركات
عقيل بركات (3 يناير 1984) لاعب كرة قدم بحريني يلعب حاليا لصالح نادي الدرجة الأولى الأهلي البحريني في مركز الجناح الأيسر من 2009 كما يجيد اللعب في مراكز الوسط الأيسر والوسط المهاجم والمهاجم.

## الإنجازات
- الدرجة الأولى (1): 2010
- كأس ملك البحرين (1): 2003
- كأس الاتحاد البحريني (2): 2007، 2016